# Непецинская волость
Непецинская волость — волость в составе Коломенского уезда Московской губернии. Существовала до 1929 года. Центром волости первоначально было село Шкинь, а с 1924 года — село Непецино.
По данным 1918 года в Мячковской волости было 19 сельсоветов: Андреевский-1, Андреевский-2, Борисовский, Верзиловский, Воропаевский, Горностаевский, Городище-Юшковский, Карповский, Козинский, Куземкинский, Морозовский, Настасьинский, Непецинский, Прусский, Речкинский, Семеновский, Шапкинский, Шеметовский и Шкиньский.
В 1922 году были упразднены Борисовский, Верзиловский, Воропаевский, Горностаевский, Козинский, Морозовский, Настасьинский, Прусский, Семеновский, Шапкинский и Шеметовский с/с.
В 1923 году Андреевский-2 с/с был переименован в Горностаевский, Куземкинский — в Борисовский, а Городище-Юшковский — в Семеновский.
В 1925 году были образованы Воропаевский, Городище-Юшковский и Настасьинский с/с. Речкинский с/с был переименован в Шеметовский.
В 1926 году был упразднён Воропаевский с/с.
В 1927 году был восстановлен Воропаевский с/с.
В ходе реформы административно-территориального деления СССР в 1929 году Непецинская волость была упразднена.